# 约斯塔·佩尔松
约斯塔·佩尔松（瑞典語：Gösta Persson，1904年1月8日—1991年2月23日），瑞典男子游泳、水球运动员。他曾代表瑞典国家队参加1924年夏季奥林匹克运动会水球比赛，获得一枚铜牌。